# Distretto di al-Hizam al-Akhdar
Il distretto di al-Hizam al-Akhdar (in arabo شعبية الحزام الأخضر‎?, Shaʿbiyya al-Ḥizām al-Akhḍar, ossia "distretto della Cintura Verde") è stato uno dei 32 distretti della Libia; con la riforma del 2007 è entrato a far parte del distretto di Bengasi. Il capoluogo era el-Abiar.
A nord e ovest, al-Hizam el-Achdar (italianizzazione di al-Ḥizām al-Akhḍar) si affacciava sul mar Mediterraneo. Confinava con i seguenti distretti: 
- Distretto di Bengasi a nord-ovest
- Distretto di al-Marj a est
- Distretto di al-Wahat a sud-est
- Distretto di Agedabia a sud-ovest